# Marató per la salut cardiovascular
La Marató per la salut cardiovascular se celebrà el 18 de desembre de 2022 i es va dedicar a les malalties cardiovasculars, la principal causa de mort als països desenvolupats i un dels problemes actuals de salut pública més rellevants. Va ser la quarta vegada que La Marató es dedicava a aquestes malalties.

## La campanya
Entre el 17 d'octubre i el 18 de desembre, al voltant de 400 professionals de la salut van fer unes 5.000 sessions divulgatives en format presencial per acostar els joves a la realitat mèdica i humana de la salut cardiovascular i despertar el seu esperit solidari envers les persones afectades i les seves famílies. Les sessions de divulgació estan adreçades, principalment, a centres educatius de secundària, de batxillerat i cicles formatius, així com a altres entitats socials, educatives i culturals de tot Catalunya. La Fundació La Marató de TV3 organitzà aquesta campanya amb la col·laboració del Departament d’Educació a través dels seus centres de recursos pedagògics.
El vídeo divulgatiu explica, de manera molt directa i colpidora, com les malalties cardiovasculars poden afectar qualsevol persona, jove o gran, i que arriben sense avisar. Hi intervenen els actors Marta Marco, Albert Ribalta, Iván Luengo i Nesa Vidaurrazaga, acompanyats per la neuròloga Natàlia Pérez de la Ossa i la cardiòloga Fina Mauri. La nota musical final l'hi posa Doctor Prats amb el seu tema "A poc a poc".
Els joves que van rebre una sessió divulgativa van tenir l'oportunitat de participar en el concurs "Pinta La Marató" tot fent un exercici de reflexió i expressió artística al voltant de conceptes relacionats amb la salut cardiovascular. Els alumnes de 1r d'ESO de l'Institut Els Planells d'Artesa de Segre foren els guanyadors del concurs Pinta La Marató del 2022. El jurat va destacar «la intenció i l'emoció» d'un cartell amb un missatge ple de vida i positivitat. L'obra guanyadora va estar formada per una seqüència de cors (vuit en total) que evolucionen del color negre al vermell, simbolitzant la importància de tenir una bona salut cardiovascular. A més, el cor negre es va fer mitjançat un collage d'imatges reals de l'incendi que va arrasar unes 2.700 hectàrees d'aquesta localitat de la Noguera, durant vuit dies, el juny passat. Un total de 144 centres educatius de 88 poblacions han participat en aquesta edició del concurs, amb un total de 330 propostes.
Un potent "BUM BUM" acompanyat de l'eslògan "La Marató sempre batega", protagonitzaren la campanya gràfica de La Marató 2022. Creada per Camil Roca (K1000) i l'àrea de Màrqueting i Vendes de la CCMA, aquesta imatge pretén expressar que La Marató sempre ens acompanya a través de la sensibilització i l'impuls de la recerca per aconseguir més qualitat i més esperança de vida. La imatge s'ha aplicat a un cartell i un fulletó divulgatiu, dissenyats per Ogilvy i K1000, que es difondran arreu de Catalunya a través de les activitats solidàries i de les sessions divulgatives i que es poden descarregar a la web de La Marató. També es va adaptar a altres suports, com les banderoles municipals a carrers de les principals ciutats catalanes a principis de desembre.
El 17 de juny de 2023 es publica la xifra final recaptada, amb un total de 11.206.936 €.

## Voluntariat
Les preinscripcions del voluntariat de La Marató 2022 es van fer entre el 5 d'octubre i el 2 de novembre a través de internet.

## Recaptació
| Núm | Hora       | Recaptació      | Notes                                          |
| --- | ---------- | --------------- | ---------------------------------------------- |
| 1   | 09:30h     | 0 euros         | Inici de programa                              |
| 2   | 10h        | 101.788 euros   |                                                |
| 3   | 13:30h     | 763.656 euros   |                                                |
| 4   | 16h        | 1.309.883 euros |                                                |
| 5   | 18:48h     | 3.325.359 euros |                                                |
| 6   | 22:39h     | 5.012.672 euros |                                                |
| 7   | 00:35h     | 6.842.327 euros |                                                |
| 8   | 01:56h     | 8.034.807 €     | Marcador al final del programa de TV3          |
| 9   | 31 de març | 11.206.936 €    | Tancament de donacions, recaptació total final |

## El disc de la Marató 2022
El disc conté vint-i-una cançons agrupades en un doble disc. És l'edició que ha comptat amb més artistes en la història del disc: un total de 185, agrupats en 55 formacions o solistes. Ho han fet interpretant 21 temes de nova producció a partir de vuit gèneres o estils ben diferents: del pop al rock, del reggae a la rumba o del merengue a l'orquestra simfònica, passant pels ritmes llatins o els anglosaxons.
El disc de La Marató 2022 es va editar físicament, i es va vendre el diumenge 27 de novembre al preu de 12 euros amb els diaris La Vanguardia, El Periódico de Catalunya, El Punt Avui, Ara, Diari de Tarragona, Segre, Diari de Girona, Regió 7 i La Mañana; els esportius Sport, Mundo Deportivo i L'Esportiu, i la revista Enderrock, i a la botiga en línia de TV3 a partir del 28 de novembre. Digitalment, en venda a través d'iTunes, on es va poder reservar a partir del 7 de novembre. Es pot escoltar, sense cost, a Apple en streaming fins al 31 de gener i s'hi podrà accedir a través d'un codi QR que conté imprès el disc; és a dir, qui compri el disc podrà escoltar-lo digitalment pel mateix preu. A més, la compra del disc físic possibilita que a partir de l'1 de febrer del 2023, quan s'acabi el període d'escolta en streaming (31 de gener del 2023), es pugui accedir a baixar digitalment el disc, complet i sense cost.
| Núm | Cançó                          | Títol original                            | Grup                                                                          |
| --- | ------------------------------ | ----------------------------------------- | ----------------------------------------------------------------------------- |
| 1   | Tinc un cor                    | Tengo un corazón                          | Antonio José                                                                  |
| 2   | Com t'atreveixes a tornar      | Cómo te atreves                           | Morat                                                                         |
| 3   | Més fort                       | Stronger                                  | Tanxugueiras                                                                  |
| 4   | Aquest eclipsi del cor         | Total Eclipse of the Heart                | Antonio Banderas, Marta Ribera, Orquestra Simfònica del Gran Teatre del Liceu |
| 5   | Gracias cor                    | Gracias corazón                           | Sicus Carbonell, Lildami                                                      |
| 6   | Vivir mi vida                  | Vivir mi vida                             | Triquell, Looa, Laura Gilbert, Alvert                                         |
| 7   | Tu ets tot el que tinc         | You're The First, The Last, My Everything | Lexter                                                                        |
| 8   | Cold Heart                     | Cold Heart                                | Triquell, Núria López                                                         |
| 9   | L'enemic                       | Tu enemigo                                | Pablo López                                                                   |
| 10  | La meva defensa                | Stitches                                  | MOSAIC                                                                        |
| 11  | Paraigua                       | Umbrella                                  | Mariona Escoda                                                                |
| 12  | Ja ho intueixo                 | I Gotta Feeling                           | Els Catarres                                                                  |
| 13  | Lluitar                        | Try                                       | Dones String, Laura Andrés, Billows                                           |
| 14  | Torno a ser jo                 | Torno a ser jo                            | Pol Granch                                                                    |
| 15  | Creiem                         | Believe                                   | La Pegatina, Marlena                                                          |
| 16  | Corre endavant                 | Johnny & Mary                             | Delafé y Las Flores Azules                                                    |
| 17  | Amb tu he après què és estimar | Endless love                              | Manu Guix                                                                     |
| 18  | Pel cor                        | Ça Vole                                   | Macaco, Judit Neddermann i Momi Maiga                                         |
| 19  | La petita rambla del Poble-sec | La petita rambla del Poble-sec            | Maruja Limón, Magalí Sare i Las Migas                                         |
| 20  | Sent amb mi                    | Take On Me                                | Lexu's, Sexenni, Luand, Bounce Twice, Tramma, Júlia Blum i Gigi Ros           |
| 21  | Macarena                       | Macarena                                  | La Fúmiga                                                                     |

## El llibre de la Marató 2022
Amb el llibre de La Marató 2022 es trenquen els esquemes dels darrers anys. S'ha fet un llibre diferent, en format àlbum il·lustrat, de gran format i a tot color dirigit a tots els públics i a totes les edats, un llibre visual que ens donarà una altra perspectiva dels conceptes que giren al voltant de la salut cardiovascular.
S'ha aconseguit gràcies a la col·laboració de 15 artistes il·lustradors ben heterogenis, que amb el seu talent i la diversitat d'estils han contribuït a obtenir un conjunt d'obres precioses que no ens deixaran indiferents i ens faran reflexionar. Aquests són els artistes autors de les 15 obres:
Judit Canela, Pep Montserrat, Eva Armisén, Ignasi Blanch, Coaner Codina, Marc Pallarès, Pilarín Bayés, Alba Cardona, Sergi Doñate, Kim Amate, Gemma Capdevila, Òscar Julve, César Barceló, Joana Santamans i Javier Mariscal.